# Iveta (seriál)
Iveta je devítidílná minisérie režiséra Michala Samira o Ivetě Bartošové, který k ní napsal i scénář; vznikla roku 2022. V hlavních rolích se objevili Anna Fialová, Vojtěch Vodochodský, Ondřej Gregor Brzobohatý, David Prachař, Eliška Křenková, Miroslav Hanuš, Alena Mihulová, Igor Chmela a Jan Vondráček. Iveta, natočená pod značkou Voyo Originál, byla zveřejněna na platformě Voyo. Po Případu Roubal, Guru a Národní házené jde o čtvrtou sérii natočenou pod hlavičkou Voyo Originál.
První tři díly první série byly na Voyo uvedeny vždy po týdnu v časovém rozmezí od 6. do 20. května 2022 Dále byl oznámen vznik druhé řady, odehrávající se v 90. letech.
Tři díly druhé série se natáčely mezi 6. říjnem a 13. listopadem 2022 a na Voyo byly uvedeny vždy po týdnu v časovém rozmezí od 5. do 19. května 2023.
Tři díly třetí série se natáčely mezi 13. srpnem 2023 a 3. únorem 2024. Poslední série tohoto seriálu se odehrává mezi lety 2010 až po smrt Ivety Bartošové (2014) a na Voyo jsou díly uváděny vždy po týdnu v časovém rozmezí od 10. do 24. května 2024.

## Děj

### První řada
Iveta je dívka z Frenštátu pod Radhoštěm, která chce být slavnou zpěvačkou. Cesta vede z dětského sboru přes pěvecké soutěže, nahrávání prvního hitu a desky až k celostátní slávě. Ukáže tak její první pěvecké krůčky v místním sboru, díky kterému jí místní sbormistryně doporučí účast na talentové soutěži Mladá píseň v Jihlavě. Iveta musí přesvědčit rodiče, porotce, producenty, diváky; tím jediným, který v ní od začátku věří, je Petr Sepeši, se kterým, po přestěhování do Prahy, natočí velehit Knoflíky lásky. Z obou zpěváků se stává národem milovaný pár. Do dalšího osudu Ivety Bartošové však zasáhne Sepešiho tragická nehoda.

### Druhá řada
Iveta je na vrcholu. Její sólová alba se prodávají po tisících, vyhrává ankety popularity, dostává hlavní roli po boku generačního idola ve filmu Svatba upírů má muže, kterého všichni obdivují, plní se jí sen o duetu s Karlem Gottem. Ovšem stále postrádá to, po čem touží ze všeho nejvíc: ničím nepodmíněnou lásku, dítě a rodinu. A přichází první skandál.

### Třetí řada
Třináct let po odchodu od Ladislava Štaidla se Ivetin život a kariéra změnily k nepoznání: alkohol, antidepresiva a každodenní zájem bulvárních médií jí berou naději. Zdá se, že vyprodané haly a úspěšné desky jsou minulostí, ale Iveta se nehodlá vzdát. Je přesvědčena, že pravá láska na ni stále čeká. A především má vedle sebe toho, který ji nikdy neopustí – svého dospívajícího syna Artura.

## Obsazení
| Anna Fialová             | Iveta Bartošová                  |
| Vojtěch Vodochodský      | Petr Sepeši                      |
| Ondřej Gregor Brzobohatý | Ladislav Štaidl                  |
| Eliška Křenková          | Ivana Bartošová                  |
| Miroslav Hanuš           | Karel Bartoš                     |
| Alena Mihulová           | Svatava Bartošová                |
| David Prachař            | Josef Rychtář                    |
| Richard Krajčo           | Zdeněk Macura                    |
| Filip Rajmont            | Pavel Novotný                    |
| Ondřej Ruml              | Karel Gott                       |
| Oskar Hes                | Rudolf Hrušínský nejml.          |
| Saša Rašilov             | Karel Svoboda                    |
| Karolína Vágnerová       | Vendula Svobodová                |
| Karel Šimek              | Artur Štaidl                     |
| Cristiano Donati         | Domenico Martucci                |
| Miloslav König           | Roman Tříska                     |
| Igor Chmela              | producent Vlasta Krejza          |
| Zuzana Zlatohlávková     | novinářka Gabriela Mesarošová    |
| Jana Stryková            | novinářka Simona                 |
| Ján Jackuliak            | řidič Luboš                      |
| Jan Vondráček            | domovník Kraus                   |
| Luboš Veselý             | docent Majer                     |
| Oldřich Bělka            | kameraman Dodo                   |
| Lucie Štěpánková         | soudkyně JUDr. Nosková           |
| Jana Boušková            | sbormistryně Štěpničková         |
| Robert Mikluš            | profesor Evžen Dubecký           |
| Marta Dancingerová       | Věra, milenka Petra              |
| Mia Petráňová            | Iveta Bartošová (ve věku 10 let) |
| Terezie Holá             | Ivana Bartošová (ve věku 10 let) |
| Ivan Shvedoff            | Ivan Karevaev                    |
| Miroslav Hruška          | Pavel Fojtek                     |
| Daniel Kadlec            | Karel Bláha                      |
| Patricie Pagáčová        | Anežka Bláhová                   |

## Seznam dílů

### První řada: Málo mě znáš (2022)
| č. ep. v seriálu | č. ep. v řadě | Původní název         | Režie        | Scénář       | Datum premiéry                                        | Sledovanost |
| --- | ------------- | --------------------- | ------------ | ------------ | ----------------------------------------------------- | ----------- |
| 1 | 1             | Tisíc obyčejných věcí | Michal Samir | Michal Samir | 6. května 2022 (na Voyo) 31. března 2024 (na TV Nova) | 0,999       |
| Jednou budu zpívat s Karlem Gottem! Iveta je dívka z Frenštátu pod Radhoštěm, která chce být slavná. Nejdřív ale musí přesvědčit vlastní rodiče, aby jí vůbec umožnili zpívat. A to ještě nevědí, že jí brzy vstoupí do života láska… |               |                       |              |              |                                                       |             |
| 2 | 2             | Knoflíky lásky        | Michal Samir | Michal Samir | 13. května 2022 (na Voyo) 7. dubna 2024 (na TV Nova)  | 0,915       |
| Iveta přijíždí do Prahy, aby začala žít se svým pěveckým partnerem Petrem Sepešim. Je do něj bezhlavě zamilovaná, miluje ale on ji? Čeká je nahrávání první společné písně a také televizní vystoupení, které rozhodne o všem.        |               |                       |              |              |                                                       |             |
| 3 | 3             | Snad nám to vyjde     | Michal Samir | Michal Samir | 20. května 2022 (na Voyo) 14. dubna 2024 (na TV Nova) | 0,924       |
| Iveta s Petrem si kupují auto a Petr se jede představit jejím rodičům. Iveta je konečně slavná a šťastná. Co když ale není jedinou ženou v Petrově životě? Co když je vztah, kterému tolik obětovala, pouhou iluzí?                   |               |                       |              |              |                                                       |             |

### Druhá řada: Láska má je zákon (2023)
| č. ep. v seriálu | č. ep. v řadě | Původní název | Režie        | Scénář       | Datum premiéry                                        | Sledovanost |
| --- | ------------- | ------------- | ------------ | ------------ | ----------------------------------------------------- | ----------- |
| 4 | 1             | Smím dál      | Michal Samir | Michal Samir | 5. května 2023 (na Voyo) 21. dubna 2024 (na TV Nova)  | 1,025       |
| Je krátce po sametové revoluci a Iveta míří na vrchol. Opakovaně vítězí v anketě Zlatý Slavík, prodává alba po tisících a má vztah s mužem, kterého všichni obdivují. Ladislav s ní však nežije, Iveta tak často zůstává sama. A když se dozví, že její osudová láska Petr Sepeši během jejich vztahu počal dítě s jinou, je toho na ni příliš.                             |               |               |              |              |                                                       |             |
| 5 | 2             | Já se vrátím  | Michal Samir | Michal Samir | 12. května 2023 (na Voyo) 28. dubna 2024 (na TV Nova) | 0,786       |
| Iveta dostává svou první velkou filmovou roli, během natáčení ale prožije románek s hereckým kolegou. Ladislav ji proto opouští a odjíždí do Ameriky. Iveta propadá depresím, když najednou u jejích dveří zazvoní neznámý mladík. Iveta otevře a tím vykročí vstříc největší bulvární aféře té doby.                                                                       |               |               |              |              |                                                       |             |
| 6 | 3             | Na tom záleží | Michal Samir | Michal Samir | 19. května 2023 (na Voyo) 5. května 2024 (na TV Nova) | 0,792       |
| Iveta se konečně stává matkou. Její čas s malým Arturem je vykoupen kariérní pauzou, na které se dohodla s Ladislavem. Ivetě se ovšem brzy začíná stýskat po koncertech i divácích. Zjišťuje, že věhlasný skladatel Karel Svoboda shání novou zpěvačku do muzikálu Dracula. Iveta ví, že by ji ta příležitost mohla vrátit na výsluní. Jenže Ladislav je kategoricky proti. |               |               |              |              |                                                       |             |

### Třetí řada: Navždy tvá (2024)
| č. ep. v seriálu | č. ep. v řadě | Název        | Režie        | Scénář       | Datum premiéry            | Sledovanost |
| --- | ------------- | ------------ | ------------ | ------------ | ------------------------- | ----------- |
| 7 | 1             | Lásko, lásko | Michal Samir | Michal Samir | 10. května 2024 (na Voyo) |             |
| Léto 2011. Třináct let od rozchodu s Ladislavem Štaidlem. Dvanáct let od posledního úspěšného alba. Iveta se právě rozešla s partnerem a každý její krok je sledován bulvárem, veřejností a soudem. Přesto je šťastná – je mámou na plný úvazek. Jen nesmí udělat žádnou chybu. |               |              |              |              |                           |             |
| 8 | 2             | Léto         | Michal Samir | Michal Samir | 17. května 2024 (na Voyo) |             |
| Iveta má nového přítele Josefa Rychtáře a nevzdává boj o syna Artura. Vše ale komplikuje její závislost na alkoholu. Josef chce, aby se léčila, ona chce klid a moře. Rozhodne se pro radikální krok a zavolá člověku, který jí kdysi nabídl pomoc.                             |               |              |              |              |                           |             |
| 9 | 3             | Tichá píseň  | Michal Samir | Michal Samir | 24. května 2024 (na Voyo) |             |
| Budu zase zpívat! Iveta abstinuje a cvičí, dělá vše, aby se vrátila na pódia. Comebackový koncert se blíží a Josef chce být tím, kdo zajistí, že proběhne bez potíží. Příchodu Ivetina největšího ctitele ale nezabrání.                                                        |               |              |              |              |                           |             |

## Zajímavosti
- Premiéru seriálu si nenechal ujít ani syn Ivety Bartošové Artur Štaidl, který měl při schvalování scénáře hlavní slovo.
- Seriál se natáčel v Praze, Ústí nad Labem, Brandýsu nad Labem, Lužné u Rakovníka, Rožďalovicích, Hradčanech, Domousnicích, na Slapech na zámku Sychrov ale také v Itálii.
- Rodina Bartošových měla ve skutečnosti ještě jednoho člena, a to bratra Lumíra. Ten v seriálu vůbec nevystupuje.
- Castingu na roli novinářky Gabriely se zúčastnilo celkem 12 hereček a kromě Zuzany Zlatohlávkové o roli usilovala například i Karolína Vágnerová, která nakonec dostala roli Venduly Svobodové.
- Anna Fialová (Iveta Bartošová) a Vojtěch Vodochodský (Petr Sepeši) nazpívali skutečně většinu písní v seriálu. Nejhůře se jim zpívala píseň Snad nám to vyjde. Herci uvedli, že je píseň těžko zapamatovatelná, protože je textově velmi obsáhlá a sloky v ní jsou si melodicky dost podobné.
- Anna Fialová se bála přijmout roli Ivety Bartošové, jelikož se bála, že bude příběh zpracován bulvárně. Přesvědčilo ji setkání s tvůrci a přečtení scénáře. Na svou roli se připravovala hlavně sledováním archivních materiálů – televizních vystoupení a rozhovorů. Nesnažila se však Ivetu Bartošovou napodobovat, ale spíše zachytit její esenci.

## Recenze

### První řada
- Mirka Spáčilová, MF DNES / iDNES.cz,  65 %

### Druhá řada
- Kristýna Skalníková, Právo / Novinky.cz,  60 %[3]

### Třetí řada
- Mirka Spáčilová, MF DNES / iDNES.cz,  66%